# Ussel, Cantal

Ussel este o comună în departamentul Cantal, Franța. În 1 ianuarie 2022 avea o populație de 458 de locuitori.